# Sura (Syrien)
Sura war eine antike Stadt am Euphrat im Norden des heutigen Syrien 25 Kilometer westlich von Ar-Raqqa und 35 Kilometer nördlich von Resafa beim Dorf al-Mansura (moderner Name: al-Suriyya). Im Römischen Reich lag die Festungsstadt in der römischen Provinz Syria, später Syria Coele bzw. in der Spätantike Syria Euphratensis. 
Im 1. Jahrhundert n. Chr. war Sura eine Grenzbefestigung an der Strata Diocletiana gegen die Parther. Erst in der Spätantike war die Stadt erneut von Bedeutung. Nach der Notitia dignitatum or. 33, 6, 28 war Sura der Sitz des Praefekten der Legio XVI Flavia Firma. Das Legionslager befand sich in der Stadt. Die Stadtmauer (ca. 1700 × 450 Meter) wurde unter Justinian I. erneuert. 
Auf die Stadt, die in der Spätantike Bischofssitz war, geht das Titularbistum Sura der römisch-katholischen Kirche zurück.
Bei Raubgrabungen des IS in den Jahren 2013 bis 2015 gelangten auch Fotos der gestohlenen Fundobjekte an die Öffentlichkeit. Der Archäologe Ali Othman, der bis 2011 in Sura geforscht hatte, erkannte darauf alttürkische Runen wie sie in Südsibirien vorkamen und vermutet, dass diese Schriftzeichen vor dem 8. Jahrhundert von Hunnen dorthin gebracht wurden. Vielleicht geschah dies in den Jahren 395/396, als die Hunnen einen Feldzug durch Mesopotamien bis in den Kaukasus durchführten. Die Inschrift handelt von der Bestattung des hunnischen Feldherren (Apa) Kursik und seiner Gefolgsleute. Der türkische Archäologe Cengiz Saltaoglu vermutet ebenfalls einen zeitlichen Zusammenhang zu diesem in römischen Quellen festgehaltenen Feldzug und erkennt in dem Fund den Beleg für das erste Auftreten eines Turkvolkers, als das er die Hunnen versteht, im 4. Jahrhundert in dieser Region.